# Drummondia stricta
Drummondia stricta là một loài Rêu trong họ Orthotrichaceae. Loài này được (Mitt.) Müll. Hal. mô tả khoa học đầu tiên năm 1896.